# Ider
Die Ider (mongolisch Идэр гол oder Идэрийн гол Ideriin gol) ist mit 57 m³/s der größere und mit 452 km auch der längere der beiden Quellflüsse der Selenga in der Mongolei (Asien) und damit hydrologisch der Hauptstrang des Jenissei-Flusssystems. Die zumeist ostwärts strömende Ider vereinigt sich mit dem zuletzt südostwärts fließenden zweiten Quellfluss Delgermörön zur Selenge.

## Verlauf
Die Ider entsteht im Osten des Dsawchan-Aimag im Changai-Gebirge etwa 50 km nordöstlich von dessen höchstem Berg, dem Otgon Tenger Uul. Sie führt ihren Namen ab der Vereinigung zweier Quellbäche auf rund 2330 m Höhe.
Anfangs fließt die Ider im Naturschutzgebiet Tarwagatain-Gebirge in den Ausläufern des Changai-Gebirges in nordwestlicher, dann in nördlicher Richtung. Danach fließt sie überwiegend nach Ostnordosten und wendet sich dann auf ihren letzten Kilometern bei der Einmündung ihres wichtigsten Nebenflusses Tschuluut nach Norden.
Schließlich vereinigt sich die Ider im Südteil des Chöwsgöl-Aimag mit dem von Norden kommenden Delgermörön, der zuvor, etwa 1,5 km flussaufwärts, den von Westen kommenden Bügsiin aufgenommen hat, auf 1176 m Höhe zur Selenga, dem von Südwesten mündenden wichtigsten Zufluss des Baikalsees.

## Hydrologie, Eisgang und Schiffbarkeit
Das Einzugsgebiet der Ider ist etwa 24.600 km² groß. Der Fluss ist alljährlich etwa von November bis April von Eis bedeckt. Wenn im Frühling und Sommer Eis und Schnee schmelzen, entstehen am Fluss oft Hochwasser. Der Mittel- und Unterlauf der Ider sind schiffbar.

## Flora und Fauna
Die Ider fließt weitgehend durch Steppengebiete. Im Fluss leben aus der Familie der Lachsfische zum Beispiel Äschen, Forellen und Taimen.

## Brücken
Etwa 3 km nordwestlich der am Ider-Zufluss Chundschuliin-Gol gelegenen Kreisstadt Dschargalant wird die Ider von einer 1940 errichteten Holzbrücke überquert, neben der seit 2011 eine neue Brücke aus Stahlbeton im Bau ist. Eine weitere Betonbrücke über die Ider befindet sich in Galt.